# Nationalpolitische Erziehungsanstalt

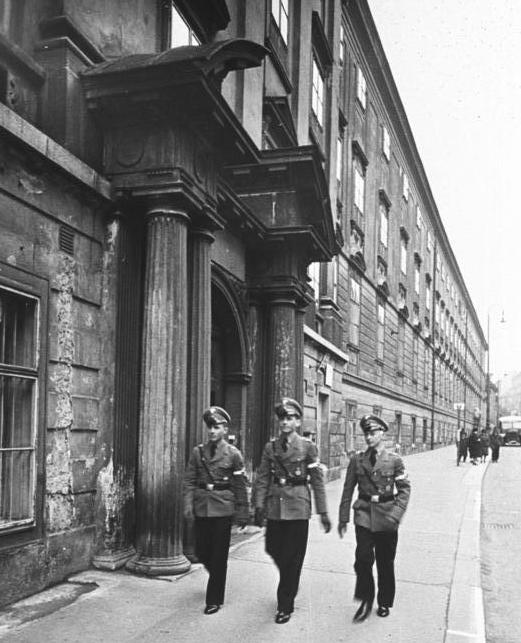
Schüler vor dem Eingang der Nationalpolitischen Erziehungsanstalt Wien-Theresianum, 1940

Die Nationalpolitischen Erziehungsanstalten (amtlich NPEA, auch Napola – Nationalpolitische Lehranstalt) waren Internatsoberschulen, die nach der nationalsozialistischen Machtübernahme 1933 als „Gemeinschaftserziehungsstätten“ gegründet wurden. Ein ähnliches Konzept verfolgten die etwas später (1937) gegründeten, doch organisatorisch getrennten Adolf-Hitler-Schulen (AHS). Bei den NPEA war der Besuch ab Vollendung des 10. Lebensjahrs möglich, bei den AHS ab dem vollendeten 12. Lebensjahr. Der Schulbesuch führte jeweils zur Hochschulreife und endete gewöhnlich mit Vollendung des 18. Lebensjahrs. Gemeinsames Ziel dieser Eliteschulen war die Heranbildung des nationalsozialistischen Führernachwuchses.
Von den zivil organisierten NPEA und AHS zu unterscheiden waren die militärisch organisierten SS-Junkerschulen. Letztere dienten als Schulungsstätten von SS und Polizei der Ausbildung künftiger SS- und Polizeiführer; entsprechend war deren Schülerschaft erheblich älter (nicht selten 20 und älter) als jene von NPEA und AHS.

## Aufgabe der NPEA
Hauptaufgabe der NPEA war die „Erziehung zu Nationalsozialisten, tüchtig an Leib und Seele für den Dienst an Volk und Staat“. Die Schüler sollten die kommende Führungsschicht Deutschlands bilden. Eine besondere Rolle spielten dabei die Leibesübungen, die zum Hauptfach avancierten.
Bis zum Kriegsbeginn dienten die Napolas als stark politisch akzentuierte Eliteschulen im Rahmen des allgemeinbildenden höheren Schulwesens; während des Krieges entwickelten sie sich zunehmend zu Nachwuchsschulen für SS und Wehrmacht. Organisatorisch waren sie von der allgemeinen Schulverwaltung getrennt.

## Geschichte

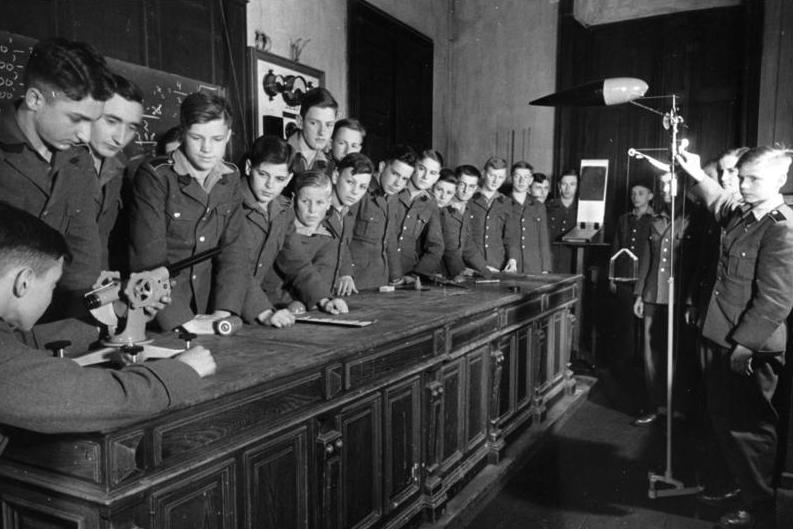
Schüler beim Physikunterricht in einer Napola

Die Schulen standen in der Tradition vormilitärischer Ausbildung. Als Vorbild dienten ihnen auch britische Privatschulen wie Eton und Harrow, mit denen die NPEA zwischen 1934 und 1936 einen regen Schüler- und Lehreraustausch pflegten. Hatte es in Preußen und im Königreich Bayern bis 1918 Kadettenanstalten gegeben, so wurden diese nach dem Ersten Weltkrieg aufgrund von Auflagen der Siegermächte als Staatliche Bildungsanstalten (Stabilas) weitergeführt. Nach 1933 wurden daraus Napolas, die für die Kinder von Offizieren der Wehrmacht attraktiv waren, weil sie ein geringeres Schulgeld als an anderen Oberschulen zu zahlen hatten. Auch die Lehrer wurden übernommen. Die Schüler trugen Uniform. Besonderer Wert wurde auf Sport gelegt: Frühsport vor dem Frühstück, Leichtathletik, Handball, Schwimmen, aber auch Boxen, Rudern, Geländesport im Wald mit Einführungen ins Karten- und Kompasslesen und militärische Tarnung. Klassen wurden als Zug geführt; Oberstufenschüler erhielten einen Ehrendolch mit dem eingravierten Motto Schlieffens bzw. Moltkes: „Mehr sein als scheinen“.
1933 wurden die ersten drei Nationalpolitischen Erziehungsanstalten in Plön, Köslin und Potsdam als staatliche Einrichtungen gegründet und dem Reichserziehungsminister Bernhard Rust unmittelbar unterstellt.
Organisatorisch gehörten sie seit 1936 zum Inspektor der Nationalpolitischen Erziehungsanstalten, SS-Obergruppenführer August Heißmeyer, ab 1939/1940 Dienststelle Heißmeyer genannt, und waren damit unter dem unmittelbaren Einfluss der SS. Vizeinspekteur war von 1940 bis Kriegsende der Leiter der NPEA Potsdam, Otto Calliebe. Heißmeyer drängte die Lehrerschaft zum aktiven Eintritt in die SS und plante etwa, dass die NPEA-Schüler und die Lehrerschaft SS-ähnliche Uniformen und Dienstgradbezeichnungen zu tragen hätten. So hätte etwa ein NPEA-Hauptscharführer dem SS-Hauptscharführer entsprochen.
1941 gab es im Deutschen Reich 30 NPEA mit insgesamt 6.000 Schülern. Zwei NPEA für Mädchen lagen auf besetztem Gebiet. Zum Kriegsende gab es 43 NPEA; davon waren drei speziell für Mädchen. Bekannt sind die 1938/39 gegründeten Schulen in Hubertendorf und Türnitz in Österreich und die 1941 gegründete in Colmar-Berg in Luxemburg.
Die britische Historikerin Helen Roche konstatiert in ihrem 2015 vorgelegten Aufsatz, dass die jüngste Generation, die in den NAPOLAs das Kriegsende erlebte, sich durch ein besonderes Sendungsbewusstsein und ausgeprägte Fitness auszeichnete. Als Beleg führt sie an, dass aus ihren Reihen drei Professoren für Sportwissenschaft hervorgegangen seien. Die meisten Zeitzeugen berichteten, dass sich die Anstaltsleiter mit erheblicher Fürsorge 1945 um ihre Schützlinge gekümmert und sie häufig auch vor dem Einsatz an der Front bewahrt hätten. Der Erziehungswissenschaftler Alexander-Martin Sardina kommt in seiner 2002 vorgelegten Staatsexamensarbeit hingegen zu gegenteiligen Feststellungen.

## Gliederung und Organisation

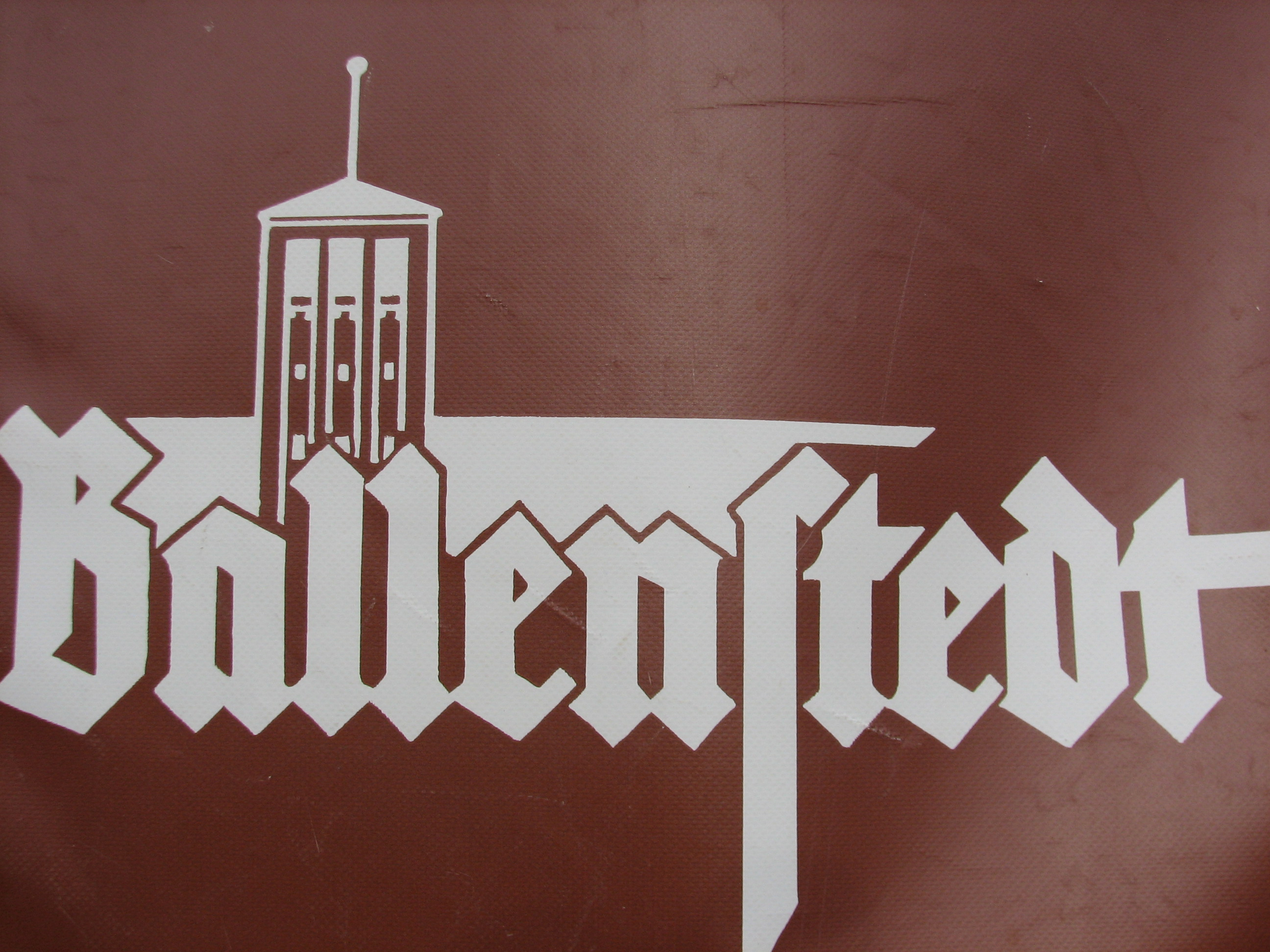
Logo der NAPOBI Anhalt in Ballenstedt

Die Gliederung und die Organisation wird am Beispiel der Anstalt Oranienstein aufgezeigt.
Die bei Diez gelegene Anstalt wurde 1934 gegründet und übernahm äußerlich weitgehend die Tradition der 1919 aufgelösten „Königlich-Preußischen Kadettenanstalt“. Das wurde besonders deutlich durch die innerhalb der Anstalt zu tragende Kleidung aus olivgrünem Wollstoff mit blauen Schulterklappen.
Ausschlaggebend für die Aufnahme in eine Napola waren zuvorderst die „rassische“, an zweiter Stelle charakterliche, körperliche und erst an letzter Stelle die intellektuelle Eignung. Das Hauptaugenmerk lag – ähnlich den Ausleseverfahren der SS – auf „arischer Abstammung“, „Erbgesundheit“ und voller körperlicher Leistungsfähigkeit. Bei den in Frage kommenden Kindern wurde während der Aufnahmeprüfungen vor allem auf Eigenschaften wie Mut, Durchhaltevermögen, Tapferkeit, Fähigkeit zur Einordnung, aber auch zur Übernahme von Führungsaufgaben geachtet.
Die offizielle Bezeichnung der Schüler war Jungmann (Plural Jungmannen). Während der Ferien bestand Dienstpflicht bei den Organisationen der Hitler-Jugend am heimatlichen Wohnort. Deshalb entsprach die generelle Ausgehuniform der Bekleidung dieser Jugendorganisation: 10–14 Jahre alt: Uniform des Deutschen Jungvolks, 14–18 Jahre alt: Uniform der Hitler-Jugend. Die Dienstgrade waren die gleichen. Ein Jungmann, Alter 12 Jahre, war daheim in der Regel „Jungenschaftsführer“ und trug eine rot-weiße Kordel.
Die Anstalt war in acht Züge entsprechend der Klasseneinteilung der Oberrealschule gegliedert. Interne Dienstgrade waren Jungmann-Gruppenführer und -Zugführer.
Die NPEA unterstand (formal) der SA, deshalb war der Anstaltsleiter immer ein SA-Mann. Während des Krieges unterschied sich der Lehrkörper von dem in Friedenszeiten. Nach 1942 gab es nahezu keine Lehrer mehr, die der SA angehörten. Da neben der regulären schulischen die vormilitärische Ausbildung ein Schwerpunkt der NPEA war, erteilten vor allem kriegsversehrte Offiziere der Wehrmacht, die im zivilen Leben Oberschullehrer waren, den schulischen Unterricht. Ihnen oblag aber auch die außerschulische Erziehung und Ausbildung.
Je länger der Krieg dauerte, desto früher wurden die älteren Schüler zum Dienst bei der Wehrmacht und der Waffen-SS eingezogen. Ein großer Teil trat allerdings ohnehin freiwillig als Offizieranwärter ein.

## Standorte
| Nr. | Ort                                       | offizielle Bezeichnung                                        | Reichsgau                           | Eröffnung         | ehem. Gebäudeverwendung                                                | heutige Verwendung |
| --- | ----------------------------------------- | ------------------------------------------------------------- | ----------------------------------- | ----------------- | ---------------------------------------------------------------------- | --- |
| 1   | Plön                                      | NPEA Plön                                                     | Schleswig-Holstein                  | 1. Mai 1933       | Staatliche Bildungsanstalt (Stabila) / Kadettenanstalt im Schloss Plön | Akademie für das Optikerhandwerk der Firma Fielmann                                                                                          |
| 2a  | Potsdam                                   | NPEA I Potsdam                                                | Mark Brandenburg                    | 26. Mai 1933      | Stabila, Kadettenanstalt                                               | Staatskanzlei des Landes Brandenburg |
| 2b  | Potsdam                                   | NPEA II Potsdamsches Großes Waisenhaus                        | Mark Brandenburg                    | 1934–28.01.1938   | Großes Militärwaisenhaus                                               | |
| 3   | Köslin                                    | NPEA Köslin                                                   | Pommern                             | 15. Juli 1933     | Stabila, Kadettenanstalt                                               | Zentrales Schulzentrum „Marschall Józef Piłsudski“ des Polnischen Grenzschutzes (Centralny Ośrodek Szkolenia Straży Granicznej w Koszalinie) |
| 4   | Berlin-Spandau                            | NPEA Berlin-Spandau                                           | Berlin                              | 30. Januar 1934   | Preußische Hochschule für Leibesübungen; Lehrerseminar                 | Polizeiakademie Berlin |
| 5   | Naumburg (Saale)                          | NPEA Naumburg                                                 | Provinz Sachsen                     | 15. März 1934     | Stabila / königlich-preußischen Kadettenanstalt, Kösener Str.          | Bundeswehrfachschule Naumburg |
| 6   | Ilfeld                                    | NPEA Ilfeld                                                   | Provinz Sachsen                     | 20. April 1934    | Klosterschule Ilfeld                                                   | Altenheim |
| 7   | Wahlstatt                                 | NPEA Wahlstatt                                                | Schlesien                           | 9. April 1934     | Stabila (Kloster)                                                      | |
| 8   | Diez an der Lahn                          | NPEA Oranienstein                                             | Hessen-Nassau                       | 1934              | Kadettenanstalt/Realgymnasium/Schloss                                  | Nutzung durch die Bundeswehr |
| 9   | Stuhm                                     | NPEA Stuhm                                                    | Ostpreußen/Danzig-Westpreußen       | 1. Oktober 1934   | Kaserne                                                                | Krankenhaus |
| 10  | Ballenstedt                               | NPEA Anhalt; auch Napobi – Nationalpolitische Bildungsanstalt | Anhalt                              | nach 1936         | Einziger Neubau einer NPEA                                             | Schulungszentrum Großer Ziegenberg |
| 11  | Klotzsche                                 | NPEA Klotzsche                                                | Sachsen                             | 1. April 1934     | Landesschule am Tümmelsberg                                            | Akademie der Deutschen Gesetzlichen Unfallversicherung                                                                                       |
| 12  | Backnang                                  | NPEA Backnang                                                 | Württemberg                         | 2. Mai 1934       | Lehrerseminar Backnang                                                 | Mörikeschule Backnang |
| 13  | Bensberg                                  | NPEA Bensberg                                                 | Rheinprovinz                        | 1. Juni 1935      | ehem. preuß. Kadettenanstalt / Schloss Bensberg                        | Hotel |
| 14  | Schulpforta bei Naumburg (Saale)          | NPEA Schulpforta                                              | Provinz Sachsen                     | 1. Juli 1935      | „Landesschule zu Pforte“                                               | Gymnasium für Hochbegabte |
| 15  | Rottweil                                  | NPEA Rottweil                                                 | Württemberg                         | 1. April 1936     | katholisches Lehrerseminar                                             | |
| 16  | Neuzelle                                  | NPEA Neuzelle                                                 | Mark Brandenburg                    | 1934/1938         | Stift, Aufbauschule für Mädchen                                        | Freies Gymnasium im Stift Neuzelle |
| 17  | Schloss Hubertendorf                      | NPEA Hubertendorf-Türnitz                                     | Niederdonau                         | 1938/1939         | Privatbesitz                                                           | Privatbesitz |
| 18  | Auhof Türnitz                             | NPEA Hubertendorf-Türnitz                                     | Niederdonau                         | 1938/1939         | Kuranstalt                                                             | HLW Türnitz |
| 19  | Wien                                      | NPEA Wien-Theresianum                                         | Groß-Wien                           | 13. März 1939     | Akademie                                                               | Theresianum Wien |
| 20  | Wien-Breitensee                           | NPEA Wien-Breitensee                                          | Groß-Wien                           | 13. März 1939     | Bundeserziehungsanstalt                                                | Kommandogebäude Theodor Körner |
| 21  | Traiskirchen                              | NPEA Traiskirchen                                             | Niederdonau                         | 13. März 1939     | Bundeserziehungsanstalt                                                | Bundesbetreuungsstelle Ost |
| 22  | Ploschkowitz                              | NPEA Sudetenland                                              | Sudetenland                         | 10. Oktober 1940  | Schloss; bis 1939 Residenz des tschechoslowakischen Außenministeriums  | Museum Schloss Ploskovice |
| 23  | Reisen                                    | NPEA Wartheland                                               | Warthegau                           | 1940              | Schloss                                                                | |
| 24  | Loben                                     | NPEA Loben                                                    | (Ost-)Oberschlesien                 | 1. April 1941     | Sprachheilschule                                                       | |
| 25  | Putbus                                    | NPEA Rügen                                                    | Pommern                             | 1. September 1941 | Pädagogium Putbus (am Circus)                                          | |
| 26  | Reichenau                                 | NPEA Reichenau                                                | Baden                               | 1941              | psychiatrische Heil- und Pflegeanstalt                                 | Zentrum für Psychiatrie Reichenau |
| 27  | St. Wendel                                | NPEA St. Wendel                                               | Saarland                            | 1. September 1941 | Internatsschule der Steyler Mission                                    | Arnold-Janssen-Gymnasium St. Wendel (bis 2020)                                                                                               |
| 28  | Weierhof bei Bolanden                     | NPEA am Donnersberg                                           | Bayern (Saarpfalz)                  | 1941              | „Gau-Oberschule“                                                       | Gymnasium Weierhof mit Internat |
| 29  | St. Paul im Lavanttal                     | NPEA Spanheim in Kärnten                                      | Kärnten                             | 1941              | Benediktinerabtei Stift St. Paul                                       | Stiftsgymnasium St. Paul |
| 30  | Vorau; Göttweig (ab 1. September 1943)    | NPEA Vorau; NPEA Göttweig in Vorau; NPEA Göttweig             | Steiermark; Niederdonau             | 01.1942           | Stift Vorau; Stift Göttweig                                            | |
| 31  | Seckau                                    | NPEA Seckau                                                   | Steiermark                          | 1941              | Stift                                                                  | |
| 32  | Rufach                                    | NPEA Rufach                                                   | Elsass                              | 10.1940           | Pflegeanstalt                                                          | |
| 33  | Haselünne                                 | NPEA Emsland                                                  | Provinz Hannover                    | 17. Oktober 1941  | Klosterschule der Ursulinen                                            | Kreisgymnasium St. Ursula Haselünne |
| 34  | Neubeuern                                 | NPEA Neubeuern                                                | Bayern                              | 05.1942           | Schloss und Landschulheim                                              | |
| 35  | St. Veit an der Save                      | NPEA St. Veit                                                 | Slowenien                           | 07.1942           | früher Priesterseminar (Diocesan Classical Gymnasium)                  | Bischöfliches Gymnasium |
| 36  | Raitz bei Rann (Brežice)                  | NPEA Mokritz                                                  | Steiermark                          | 1942              | Schloss Mokritz                                                        | |
| 37  | Achern                                    | NPEA Achern                                                   | Baden                               | 08.1943           | Heil- und Pflegeanstalt Illenau, Deutsche Heimschule Schloß Iburg      | Kaserne für Franzosen / Rathaus |
| 38  | Kuttenberg (Kutná Hora)                   | NPEA Böhmen                                                   | Reichsprotektorat Böhmen und Mähren | 22. April 1944    | Jesuitenkolleg und Kaserne                                             | Galerie des Bezirks Mittelböhmen (GASK, Galerie Středočeského kraje)                                                                         |
| 39  | Raudnitz an der Elbe (Roudnice nad Labem) | NPEA Raudnitz                                                 | Reichsprotektorat Böhmen und Mähren | 07.1944           | Schloss Raudnitz                                                       | Seit 1990 wieder im Privatbesitz der Fürsten von Lobkowitz. Jedoch temporär offen für touristische Führungen.                                |
| 40  | Lambach                                   |                                                               | Oberdonau                           | 1941              | Benediktinerabtei, Stift Lambach, Sitz der NPEA Führung NÖ             | Realgymnasium Lambach |

Quellen:

## Persönlichkeiten

### Prominente Schüler
- Rolf Andresen, Sportwissenschaftler und -funktionär, Präsident des Deutschen Volleyball-Verbandes; Napola Plön
- Otto Blankenstein, Edelstricher und Kronzeuge der Frankfurter Homosexuellenprozesse
- Leopold Chalupa, Heeresoffizier, ehemaliger NATO-Oberbefehlshaber Europa-Mitte[17]
- Heinz Dürr,[17] Unternehmer, ehem. Bahnvorstand
- Jörg Andrees Elten, Journalist und Schriftsteller; Napola Naumburg
- Manfred Ewald, DDR-Sportfunktionär und Mitglied im ZK der SED
- Leopold Gratz, österreichischer Minister und Parlamentspräsident, Wiener Bürgermeister, Napola Traiskirchen[18]
- Erich Hartmann, Jagdflieger; 1937–1938, Napola Rottweil
- Alfred Herrhausen, Vorstandsvorsitzender der Deutschen Bank; Reichsschule Feldafing
- Heinrich Hitler, Neffe Adolf Hitlers, 1935–1939, Napola Ballenstedt
- Werner Holzer, ehem. Chefredakteur der Frankfurter Rundschau[17]
- Martin Holzfuß (1925–2012), Generalmajor der Bundeswehr a. D., MdEP (FDP/LDR) von 1989 bis 1994, Napola Köslin
- Gernot Huber,  Designer, Maler und Bildhauer; 1942–1945, Napola Reichenau und Rottweil
- Eilfried Huth, Architekt; 1942–1945, NPEA Spanheim
- Horst Janssen, Zeichner und Grafiker; 1942–1945, Napola Haselünne
- Hellmuth Karasek, Journalist, Autor und Literaturkritiker; 1944, Napola Loben (heute Lubliniec), siehe die ZDF-Dokumentation Herrenkinder
- Hans Klein, CSU-Politiker, MdB und Bundesminister;[17]
- Werner Leich, evangelischer Geistlicher, Landesbischof; Napola Schulpforta
- Joachim Carlos Martini, Dirigent; Napola Stuhm, siehe ZDF-Dokumentation Herrenkinder
- Mainhardt Graf von Nayhauß-Cormons, u. a. Bild-Zeitungs-Kolumnist
- Harald Ofner, österreichischer Justizminister, 1942–1945, Napola Traiskirchen
- Günter Peis, Journalist und Historiker
- Hans Poeppel, ehem. stellvertretender Generalinspekteur der Bundeswehr[17]
- Udo Proksch, Unternehmer und mehrfacher Mörder; 1945, NPEA Neubeuern oder Lambach
- Arnulf Rainer, Maler; 1940–1944, Napola Traiskirchen
- Manfred Roeder, Rechtsextremist, Terrorist, Rechtsanwalt, Holocaustleugner; Napola Plön
- Manfred Sack, Journalist
- Otto Schuster, ehemaliger Eltern-Chefredakteur, Absolvent der Reichsschule Feldafing[19][20]
- Jochen Steinmayr, ehemaliger Leiter des Zeit-Magazins;[17][20] Reichsschule Feldafing
- Horst Ueberhorst, Sportwissenschaftler
- Rüdiger von Wechmar, Botschafter bei der UNO, in Rom und London,[19] 1935–1941 Napola Berlin-Spandau
- Kurt Weidemann, Grafikdesigner, Typograf, Autor und Hochschullehrer
- Guntram Weissenberger, Architekt und Stadtplaner in den USA; Napola Traiskirchen
- Hans Günther Zempelin[21], Jurist und Manager

### Prominente Lehrer
- Karl Adam, deutscher Rudertrainer, Napola Bensberg
- Otto Calliebe, deutscher Gymnasiallehrer, Napola Potsdam und Vizeinspekteur
- Johannes Güthling, deutscher Studienrat, Napola Naumburg/Saale
- Walter Minarz, österreichischer Autor, Maler und Touristiker, Napola Wien-Breitensee
- Robert Ochsenfeld, deutscher Physiker, Napola Potsdam
- Otto Rösch, österreichischer Politiker (SPÖ), Napola Traiskirchen

## Ausstellungen

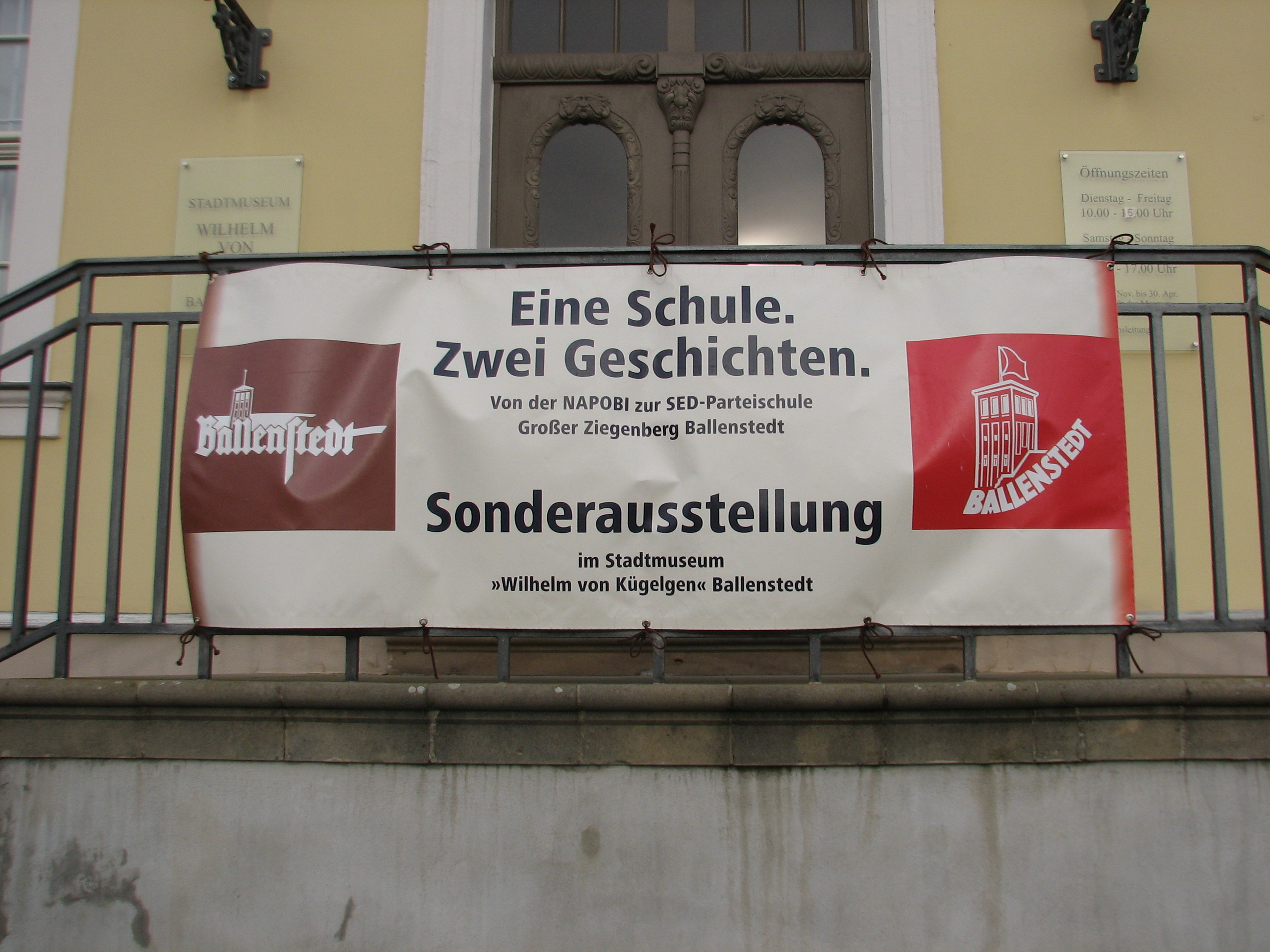
Ausstellungsbanner am Stadtmuseum Ballenstedt zur Sonderausstellung (Foto vom November 2016)

### Eine Schule. Zwei Geschichten. Von der NAPOBI zur SED-Parteischule. Großer Ziegenberg Ballenstedt
Seit Mitte 2015 gibt es in Ballenstedt eine Sonderausstellung zur wechselvollen Geschichte des Schulungszentrums Großer Ziegenberg erst als „Staatliche Nationalpolitische Bildungsanstalt Ballenstedt“ und dann als „Bezirksparteischule ‚Wilhelm Liebknecht‘ der Bezirksleitung Halle der SED, Ballenstedt“. Die Ausstellung im Stadtmuseum „Wilhelm von Kügelgen“ umfasst zwei Räume im Obergeschoss des Museums und trägt den Titel „Eine Schule. Zwei Geschichten. Von der NAPOBI zur SED-Parteischule. Großer Ziegenberg Ballenstedt.“

### Napola Potsdam: Erziehung im Nationalsozialismus
Die Napola Potsdam war eine von 43 nationalsozialistischen Elite-Schulen, die junge Menschen zu Führungskräften im Sinne des Regimes formten. Der Lehrplan kombinierte militärische Ausbildung mit ideologischer Indoktrination, während strenge Auswahlkriterien sicherstellten, dass nur „geeignete“ Schüler aufgenommen wurden.
Die Napola Potsdam griff die Tradition der preußischen Kadettenanstalten auf, indem sie eine streng militärische Erziehung mit Disziplin, Gehorsam und vormilitärischer Ausbildung verband. Sie übernahm zudem Gebäude früherer Kadettenanstalten, wie die Kadettenanstalt Potsdam und das Große Militärwaisenhaus.
Die Ausstellung „Napola Potsdam. Erziehung im Nationalsozialismus“ bietet einen tiefen Einblick in die Strukturen und Methoden dieser Schulen anhand von historischen Dokumenten, Fotografien und Zeitzeugenberichten. Sie findet vom 8. Mai bis 8. Oktober 2025 in der Brandenburgischen Landeszentrale für politische Bildung in Potsdam statt.

## Film
Dokumentation
- Euro-Video: In Reih’ und Glied. Die nationalpolitische Erziehungsanstalt im Dritten Reich. 1994.
- Herrenkinder. Regie: Christian Schneider, Eduard Erne. Mitwirkende Theo Sommer, Hellmuth Karasek u. a. Dokumentation, ZDF, 2008 (52 min.).
- Von der Napola zur SED-Parteischule. Über den Neubau von 1936 in Ballenstedt. MDR, Erstsendung: 29. Januar 2013, 20.45 Uhr (30 Minuten).[25]

Spielfilm
- Der Unhold. 1996.
- Napola – Elite für den Führer. 2004.